# Авагян, Григор Еремович
Григор Еремович Авагян (арм. Գրիգոր Երեմի Ավագյան, 23 сентября 1928, Грозный — 4 декабря 2005, Ереван) — армянский научный, общественный и государственный деятель. Доктор географических наук (1972), профессор (1974), академик (1996, член-корреспондент, 1990).

## Биография
- 1947—1952 — Ереванский государственный университет.Экономист-географ.
- 1952—1958 — преподавал в средних школах №12 и№85 (г. Еревана).
- 1958—1961 — старший научный сотрудник в НИИ педагогических наук Армянской ССР.
- 1962—1974 — доцент Ереванского государственного университета.
- 1976—2000 — заведующий кафедрой экономической географии в Ереванском институте народного хозяйства.
- 1976—1990 — заведующий лабораторией исследований горных районов.
- 1990—1995 — был депутатом Верховного Совета Армении. Член конституционной комиссии.
- 1995—1999 — вновь депутат парламента. Член постоянной комиссии по образованию, науке, культуре и вопросам молодёжи. Беспартийный.
- 1992—2005 — председатель общенациональной благотворительной студенческой организации «Пармани».